# Conor Oberst
Conor Oberst (Omaha, Nebraska, Verenigde Staten, 15 februari 1980) is een Amerikaans singer-songwriter.
Oberst begon al op jonge leeftijd met het componeren en spelen van muziek, hij begon op zijn dertiende met het opnemen van zijn muziek. Sindsdien heeft hij een zeer hoge productiviteit.
Zijn bekendste bands en projecten zijn Bright Eyes (de indierockband rondom zijn persoon), Desaparecidos (met wat meer punkinvloeden), de cultband Park Ave., en Commander Venus, zijn eerste band.
Zijn een-na laatste project is Conor Oberst and the Mystic Valley Band waarmee in 2008 het naar de zanger genoemde Conor Oberst debuutalbum werd uitgebracht. In mei 2009 verscheen de opvolger Outher South.
Op 22 september 2009 kwam het album 'Monsters of Folk' uit dat hij maakte met Monsters Of Folk. Hier in zitten ook Morning Jacket-frontman Jim James, Mike Mogis van Bright Eyes en singer-songwriter M. Ward.
In 2019 richtte hij samen met Phoebe Bridgers de band Better Oblivion Community Center op.  

## Discografie

### Albums
| Album met eventuele hitnotering(en) in de Nederlandse Album Top 100 | Datum van verschijnen | Datum van binnenkomst | Hoogste positie | Aantal weken | Opmerkingen |
| ------------------------------------------------------------------- | --------------------- | --------------------- | --------------- | ------------ | ----------- |
| Conor Oberst                                                        | 2008                  | 16-08-2008            | 73              | 3            |             |

| Album met hitnotering(en) in de Vlaamse Ultratop 200 albums | Datum van verschijnen | Datum van binnenkomst | Hoogste positie | Aantal weken | Opmerkingen |
| ----------------------------------------------------------- | --------------------- | --------------------- | --------------- | ------------ | ----------- |
| Conor Oberst                                                | 2008                  | 16-08-2008            | 35              | 1            |             |